# Myriophyllum hippuroides
Myriophyllum hippuroides là một loài thực vật có hoa trong họ Haloragaceae. Loài này được Nutt. miêu tả khoa học đầu tiên năm 1840.